# 土山よしき
土山 よしき（つちやま よしき、1949年 - ）は、日本の漫画家。本名及び別名義：土山芳樹。妻は漫画家の深見じゅん。愛知県出身。

## 略歴
18歳の時に上京し、石森章太郎に師事。アシスタントや版権イラストなどを担当した。
1972年、石森プロから独立し、『変身忍者 嵐』（土山芳樹：名義）でデビュー。以後、主として『人造人間キカイダー』『ロボット刑事』など石森作品のコミカライズを歴任した。なお同年には、ひおあきら、細井雄二、山田ゴロらとともに『週刊少年サンデー』に連載された『人造人間キカイダー』の制作グループに参加している。
1974年、土山芳樹から土山よしきに名義変更（実際はこれに先がけて『テレビマガジン』1973年5月号の『ロボット刑事』連載第2回から、『小学四年生』では1973年4月号の『人造人間キカイダー』から〈『キカイダー01』まで含む〉、また『小学三年生』1973年12月号から担当した『イナズマン〈『イナズマンF』を含む〉』などで、土山よしき名義も一部ですでに使われている）。
石森から引き継いだともいえる「ヒーローの悲しみ」を描く作風や、少女漫画への傾倒を感じさせる「女性キャラクターにフォーカスした物語づくり」などを特徴とし、その内容はリリシズムを湛えつつディープなドラマ展開を見せることが多い。絵柄は可愛らしく繊細と評され、コミカライズながら登場人物の内面を鋭く描いた。

## 作品リスト
- 変身忍者嵐（テレビマガジン 1972年6月号 - 1973年3月号）
- 人造人間キカイダー（小学四年生 1972年8月号 - 1973年5月号、小学一年生 1972年9月増刊号 1973年1月増刊号、テレビランド 1973年3月号 - 5月号）
- キカイダー01（小学四年生 1973年6月号 - 1974年3月号、テレビランド 1973年6月号 - 1974年4月号）
- ロボット刑事（テレビマガジン 1973年4月号 - 1973年10月号）
- イナズマン（小学三年生 1973年12月号 - 1974年5月号、よいこ 1973年11月号 - 1974年4月号）
- イナズマンF（小学三年生 1974年6月号 - 9月号、よいこ 1974年5月号 - 9月号）
- 未来救助隊アスガード7（3年の科学 1974年4月号 - 1975年3月教材、5年の科学 1975年4月教材 - 1976年3月教材[7]）
- 仮面ライダーX（テレビランド 1974年6月号 - 10月号）[4]
- 仮面ライダーアマゾン（テレビランド 1974年11月号 - 1975年4月号[8]）
- 仮面ライダーストロンガー（テレビランド 1975年4月号[8] - 1976年1月号、別冊テレビランド2号〈1975年4月号〉）
- 秘密戦隊ゴレンジャー（小学三年生 1975年6月号 - 1976年3月号）
- アクマイザー3（テレビマガジン 1975年11月号 - 1976年6月号）
- りぼんにさよなら!（小学四年生 1976年8月号 読み切りオリジナル漫画）
- 宇宙鉄人キョーダイン（テレビランド 1976年3月号 - 1977年3月号）
- S・Pハーレー（2年のかがく  1976年4月教材 - 1978年3月教材[7]）
- クマソのわか（別冊テレビランド12号〈1976年12月号〉 読み切りオリジナル漫画）
- 大鉄人17（テレビランド 1977年4月号 - 1977年12月号[9]）
- 氷河戦士ガイスラッガー（テレビマガジン 1977年4月号増刊 読み切り、てれびくん 1977年5月号 - 7月号）
- アローエンブレム グランプリの鷹（テレビランド 1977年11月号[9] - 1978年9月号）
- チクタク大冒険（科学と学習  1978年4月教材 - 1985年3月教材[7]）
- ちかいの直球（小学四年生 1978年7月号別冊付録 読み切りオリジナル漫画）
- かえってきた7人ライダー（構成/島田真之、テレビマガジン 1978年9月増刊号）
- ふしぎ犬トントン（てれびくん 1978年11月号 - 1979年5月号）
- サイボーグ009（テレビランド 1979年3月号 - 1980年4月号[10]）
- 竜のまよい道（小学四年生　1980年3月号別冊付録 読み切りオリジナル漫画）
- 宇宙大帝ゴッドシグマ（テレビランド 1980年4月号[10] - 1981年3月号）
- それゆけ!レッドビッキーズ（てれびくん 1980年10月号 - 1981年3月号）
- 百獣王ゴライオン（テレビランド 1981年4月号 - 1982年2月号）
- おさむのラブシュート（別冊テレビランドまるまるコミック第1 - 2号〈1981年8月 - 9月〉 オリジナル漫画）
- ぼくモジャボン（テレビランド 1982年11月号 - 1983年12月号）
- 名探偵ホームズ（テレビランド 1985年1月号 - 6月号）
- 学研まんが名作シリーズ 幸せをさがすチルチル ミチル 青い鳥（1980年）[11]
- 学研まんが110番シリーズ カブトムシクワガタなぜなぜ110番[12]（1981年）[13]
- 学研まんが伝記シリーズ 仏教を開いたおしゃかさま（1983年）[14]
- 学習まんが物語 人物日本の歴史 第9巻(27) 淀君 （1985年）[15]

## 師匠
- 石ノ森章太郎